# Ordine di Viesturs
L'Ordine di Viesturs è un ordine cavalleresco lettone.

## Storia
L'ordine è stato fondato il 11 agosto 1938 e ristabilito nel 2004.

## Classi
L'ordine dispone delle seguenti classi di benemerenza:
- Cavaliere di gran croce
- Grand'ufficiale
- Commendatore
- Ufficiale
- Cavaliere

## Insegne
- Il nastro è completamente rosso.